# Admir Raščić
Admir Raščić (Foča, 16 settembre 1981) è un ex calciatore bosniaco, di ruolo attaccante.

## Carriera

### Club
Raščić cominciò la carriera con la maglia del Željezničar, per poi passare agli sloveni del Bela Krajina. Vestì poi la maglia del Sarajevo. Il 5 dicembre 2008, firmò un contratto con i norvegesi del Sandefjord. Debuttò nella Tippeligaen il 16 marzo 2009, quando fu titolare nel successo per 3-1 sul Brann. Il 6 maggio segnò la prima rete per la squadra, contribuendo al successo per 3-1 sul Viking.
Nel 2010 tornò in patria, per militare nelle file dell'Olimpik Sarajevo.

### Nazionale
Raščić conta 2 presenze per la Bosnia ed Erzegovina.